# Elena Smurova
Elena Smurova (en russe : Елена Юрьевна Смурова), née le 18 janvier 1974 à Léningrad, est une joueuse de water-polo internationale russe. Elle remporte la médaille de bronze lors Jeux olympiques d'été de 2000 avec l'équipe de Russie.

## Palmarès

### En sélection
- Russie
  - Jeux olympiques :
    - Médaille de bronze : 2000.

  - Championnat du monde :
    - Troisième : 2003 et 2007.

  - Coupe du monde :
    - Troisième : 2006.

  - Championnat d'Europe :
    - Vainqueur : 2006 et 2008.
    - Troisième : 1999.